# Puyopuyo!! Quest
Puyopuyo!! Quest («ПуёПуё!! Квест» или «яп. ぷよぷよ!!クエスト») — это Free-to-play головоломка с элементами RPG, разработанная и выпущенная Sega Networks для платформ IOS, Android и Kindle Fire.

## История создания
Игра выполнена по мотивам Puyo Puyo, все образы и персонажи взяты из этой серии игр. Основным отличием является изменённый формат игры, где вместо падающих элементов на экране, теперь необходимо стереть ненужные шарики Пуё(цветные шарики с глазами), что расположены на поле, за счет чего создаются комбинации. Данное изменение дополнено РПГ элементами, так как создание комбинации определённого цвета соответствует тому или иному персонажу, который производит атаку. Внешний вид игрового поля и стилистика игры (головоломка с элементами РПГ) очень схож с игрой Puzzle & Dragons. Игра является продолжением серии игр Puyo Puyo от компании Compile и Sega.
Существует версия для аркадных установок Puyopuyo!! Quest Arcade , за которую был номинирован на премию CEDEC AWARDS 2014 отдел игрового дизайна, за идею связи аркадных игр со смартфоном, расширяя просторы игрового процесса для игроков.
По мотивам игры было открыто несколько временных кафе, получивших название PuyoQue Cafe, оформленных в стиле игры, а также содержащих соответствующее меню. Первое кафе открылось в районе Сибуя и проработало с сентября по декабрь 2014 года. Вторая волна запуска кафе прошла с февраля по мая 2015 года в шести городах Японии, таких как Осака, Фукуока, Хиросима, Икэбукуро, Нагоя и Мияги.
В январе 2015 года Sega Networks сообщили, что число скачиваний Puyopuyo!! Quest достигло выше 12 миллионов скачиваний.
В августе 2015 года вышла версия игры, предназначенная для использования за пределами Японии. Игра получила название «Cranky Food Friends — a Delicious Drop & Match RPG» и была лишена узнаваемых аниме-элементов. Уже в марте 2016 Sega признаёт, что игра после ребрендинга получила множество негативных отзывов, и принимает решение о прекращении поддержки мобильной игры.

## Геймплей

### Головоломка
Игровое поле размерами 8 на 6 шариков заполнено Пуё. Как и остальные игры из серии, здесь комбинация осуществляется при соединении 4 пуё одинакового цвета. Чтобы достичь данной комбинации, в отличие от классического метода из серии игр, здесь необходимо выделить ненужные пуё, чтобы их стереть. Стерев их, можно сделать комбинацию взорывов пуё, которые складываются по 4 и более штук. За одно касание можно стереть не более 5 пуё.

### Карточки персонажей и колоды
Главной особенностью игры являются карты персонажей, которые являются ключевыми средствами атаки в различных режимах и уровнях игры. Карты могут быть получены после прохождения уровня, получены с помощью специального контейнера, куплены за бонусы или получены в результате прохождения конкурсных заданий.
Любая карта персонажа имеет цвет: красный, синий, зелёный, жёлтый или фиолетовый. Карты атакуют и накапливают энергию для активного навыки, когда появляются Пуё того же цвета. Определённые цвета более эффективны при атаке других цветов. Например: Красный наносит больше урона зелёному, зелёный синему, синий красному. Фиолетовый и жёлтый наносят повышенный урон друг другу.
Карты бывают четырёх основных типов, а именно: сбалансированный, тип повышенного ХП(очков здоровья), атакующий тип и восстанавливающий тип, указывающие, как распределяются карты. Карта также указывает, какую атаку совершает персонаж: одиночную или массовую.
Чтобы участвовать в различных режимах и уровнях игры, игрок должен создать колоду, используя карты в своем инвентаре (так называемый Card Box in-game). В реальном игровом процессе число взорванных Пуё в комбинации, с учётом элементов головоломки, переводятся в атаку, которая наносят урон противник, или же восстанавливает здоровье членам своей команды.
Колода может состоять максимум из 9 карт, где одна из них — это карта лидера (лидерство которой будет неизменным в бою), четыре подчиненные карты и четыре резервные карты. Когда карта уничтожается противником, на свободное место выходит карта из резерва.

#### Бонус комбинации
Комбинированный бонус активируется, когда в колоде есть 3 или более карты с определённой общей характеристикой(например, три персонажа в колоде женского пола). Задействованные карты получат дополнительный 20 % бонус по всем характеристикам, пока комбинированный бонус активен.
Все персонажи будут иметь по крайней мере одну комбинацию. Комбинации получаются из основных персонажей главной серии (например, учеников Волшебной школы, жителей Сузураны, торговцев, персонажей, неизвестного происхождения), их роли в основной серии (например, финальные боссы, ключевые участники) и видимые элементы (Например, девочек, мальчиков, в очках, относящихся к растениям или животным, рогатых).
Обратите внимание, что повторяющиеся карты, включая разные версии одного и того же символа, не дают комбинированного бонуса. Также в любой момент может действовать не более одного Комбинированного бонуса, причем предпочтение определяется количеством вовлеченных карт, расположением полосы в колоде (крайняя левая) и характером комбинаций. Конкретнее — выбирается бонус для тех карт, которые являются первыми в колоде(например, первые 5 карт с учётом лидера).

### Гильдия
Гильдии могут быть сделаны с другими пользователями. В гильдии игрок может поддерживать других людей или получать поддержку от них. Башни боссов могут быть уничтожены несколькими игроками, которые находятся в одной гильдии. То-есть, очень сильного босса одновременно могут атаковать любое количество людей из одной гильдии. Весь урон, что был нанесен боссу суммируется.

#### Башня гильдии
С помощью фей, которых можно добыть за различные задания, игроки могут улучшать башни гильдии. По мере роста уровня башен игроки будут получать бонусы, а количество ячеек для игроков в гильдии будет возрастать.

## Факты
- В этой игре имеется большинство персонажей, которые перестали появляться в следующих играх Puyo Puyo. Персонажи Арле Надя, Ринго Андо, Эмитти, Карбункл, Пэнотти (камео), Цукетоудара, Клуг, тёмный принц Сатан (его же душа) и другие продолжают появляться в играх.